# Льговский уезд

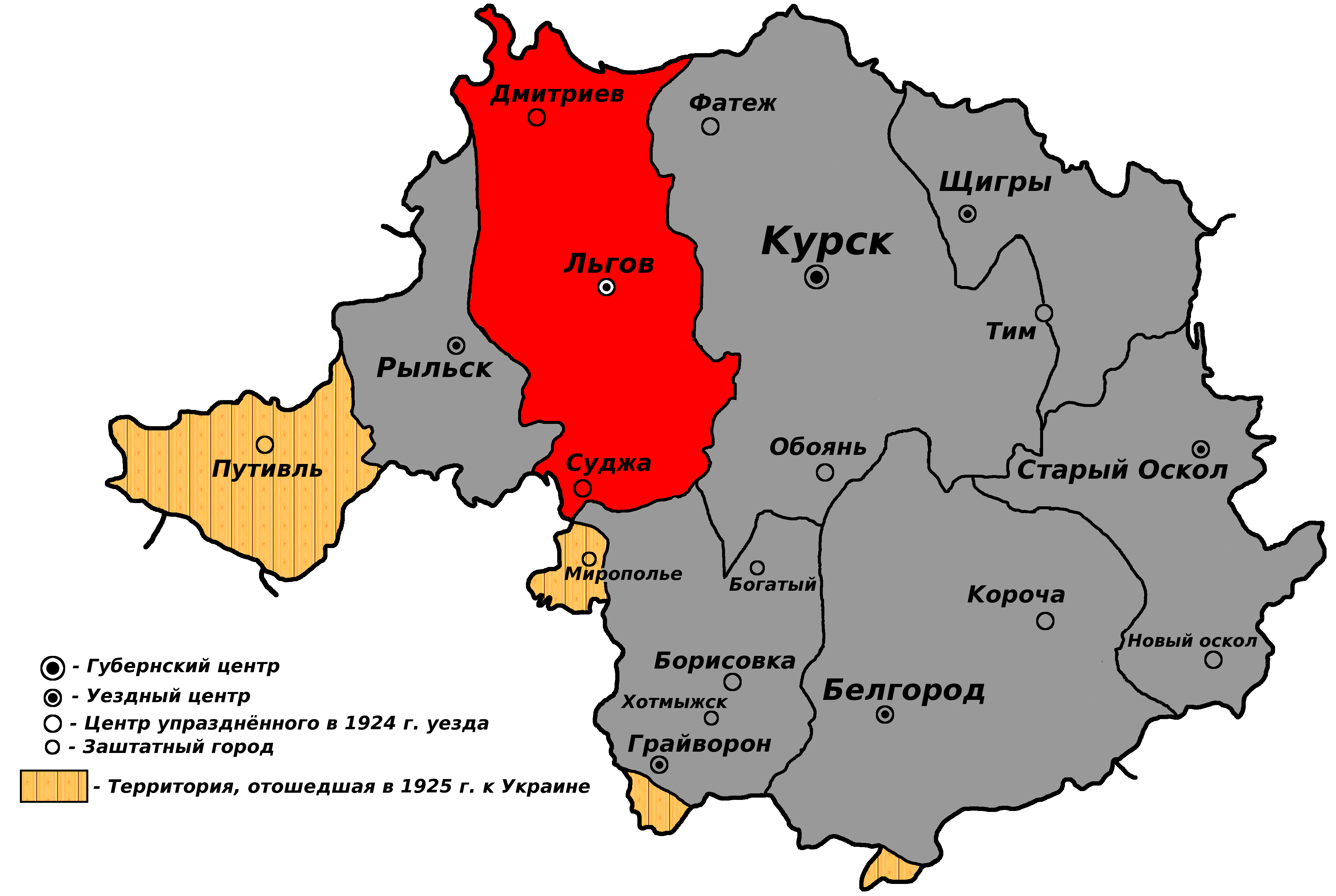
Льговский уезд в составе Курской губернии РСФСР (1924—1928 гг.)

Льго́вский уе́зд — административно-территориальная единица Курского наместничества (1779—1796) и Курской губернии (1802—1928) в составе Российской империи, а затем (после революции) РСФСР. Уездным центром был город Льгов.

## История
7 ноября 1775 года был издан указ Екатерины II «Учреждение для управления губерний Всероссийской империи», в соответствии с которым Российская империя была разделена на 50 наместничеств и губерний (по 300—400 тысяч населения в каждой) с подразделением их на уезды (по 20 — 30 тысяч человек). Границы прежних административных территорий подверглись переделке, потому что губерний и уездов стало намного больше.
В 1779 году Было образовано Курское наместничество, состоящее из 15 уездов. Из земель прежнего Рыльского уезда был выделен Льговский уезд. Уездный город Льгов был образован из монастырской слободы Льгов, возникшей на месте древнего города Ольгова, уничтоженного печенегами.
В 1796 году, в результате очередной губернской реформы, Курское наместничество было преобразовано в Курскую губернию. Льговский уезд был ликвидирован, его территория практически полностью вошла в состав Рыльского уезда (небольшие части были переданы Курскому и Суджанскому уездам). Льгов стал заштатным городом Рыльского уезда.
В 1802 году большинство уездов, существовавших до 1797 года, в том числе Льговский уезд (в несколько измененных, по сравнению с 1779 годом, границах), были восстановлены. Границы уезда существенно не изменялись до 1924 года.
В период между 1918 и 1924 гг. многократно пересматривался состав и названия входивших в уезд волостей и сельсоветов.
По постановлению Президиума ВЦИК от 12 мая 1924 года Льговский уезд был укрупнён. В его состав была передана территория Дмитриевского уезда, а также часть Суджанского уезда, включая город Суджу.
После ликвидации Курской губернии в 1928 году и перехода на областное, окружное и районное деление был создан Льговский округ, вошедший в Центрально-Чернозёмную область. Льговский округ был образован на территории, занимаемой прежде Льговским и Рыльским уездами. Новообразованный округ был разделён на 11 районов, в числе которых был создан Льговский район.

## Административно-территориальное деление
К 1880 году в состав уезда входило 18 волостей.
В 1890 году в состав уезда входило 14 волостей:
| № п/п | Волость          | Волостное правление   | Число селений | Население |
| ----- | ---------------- | --------------------- | ------------- | --------- |
| 1     | Афонасьевская    | с. Афонасьевское      | 16            | 9394      |
| 2     | Бобрикская       | с. Стремоухово-Бобрик | 11            | 6220      |
| 3     | Вышнедеревенская | с. Вышние Деревеньки  | 10            | 6601      |
| 4     | Городенская      | с. Городенск          | 12            | 11146     |
| 5     | Ивановская       | с. Ивановское         | 5             | 13250     |
| 6     | Ивницкая         | с. Ивница             | 18            | 5969      |
| 7     | Износковская     | с. Износково          | 8             | 9142      |
| 8     | Колпаковская     | с. Колпаково          | 24            | 7522      |
| 9     | Конышёвская      | с. Конышёвка          | 16            | 8798      |
| 10    | Нижнедеревенская | с. Нижние Деревеньки  | 9             | 6010      |
| 11    | Ольшанская       | с. Ольшанка           | 11            | 8615      |
| 12    | Угонская         | с. Угоны              | 8             | 6223      |
| 13    | Шептуховская     | с. Шептуховка         | 18            | 8725      |
| 14    | Шустовская       | с. Шустово            | 10            | 5777      |

В 1913 году в уезде также было 14 волостей.

## Известные уроженцы
- Потураев, Валентин Никитич
- Шаповалов, Афанасий Ефимович (5 ноября 1902 года, Аннино — 28 апреля 1945 года) — советский военачальник, командир дивизии полковник (1940 год).